# Австрійська Сілезія
Австрі́йська Сіле́зія (нім. Österreichisch-Schlesien), або офіційно Ге́рцогство Ве́рхньої і Ни́жньої Сіле́зії (лат. Superioris et Inferioris Ducatus Silesiae, нім. Herzogtum Ober- und Niederschlesien) — герцогство в австрійській частині Сілезії, зі столицею в Троппау (Опаві), що існувало в у 1742—1919 роках. Протягом усієї своєї історії входило до складу держав австрійських Габсбургів — Священної Римської імперії (в 1742—1806 рр), Австрійської імперії (в 1806—1867 рр.), Австро-Угорщини (в 1867—1919 рр.). Належала до земель Богемської корони. Очолювалася австрійськими імператорами, що носили титул герцогів Верхньої і Нижньої Сілезії. Постало внаслідок Бреславльського миру 1742 року, та об'єднало залишки австрійських володінь у Сілезії, більша частина яких після поразки Австрії у Першій сілезькій війні  перейшла під контроль Пруссії. Всупереч назві охоплювала терени лише Верхньої Сілезії, без Нижньої. У 1850—1918 роках було коронною землею Австрії. 1919 року, внаслідок розпаду Австро-Угорщини після Першої Світової війни, поділена між Чехословаччиною і Польщею.

## Назва
- Австрійська Сілезія (нім. Österreichisch-Schlesien; чеськ. Rakouské Slezsko, пол. Śląsk Austriacki) — коротка назва.
- Герцогство Верхньої і Нижньої Сілезії (лат. Superioris et Inferioris Ducatus Silesiae, нім. Herzogtum Ober- und Niederschlesien) — офіційна німецька назва.
- Герцогство Сілезії (нім. Herzogtum Schlesien) — коротка назва.
- Воєво́дство Ве́рхньої і Ни́жньої Сіле́зії (чеськ. Vévodství Horní a Dolní Slezsko) — у чеській традиції.
- Князівство Ве́рхньої і Ни́жньої Сіле́зії (пол. Księstwo Górnego i Dolnego Śląska) — у польській й староукраїнській традиції, що походить з перекладу латинської назви.

## Географія

1900
Адмін-поділ

## Історія
- Як частина королівства Богемія, Сілезія була успадкована Габсбургами у 1526, після смерті богемського короля Людовика II Ягеллончика.
- 1742 року після Першої сілезької війни, що була частиною Війни за австрійську спадщину, Сілезія була поділена згідно з Бреславським договором. Більша частина території відійшла до Пруссії, тоді як незначна частина Південної Сілезії залишилася за Габсбурзькою монархією як герцогство Верхньої і Нижньої Сілезії.
- За Сен-Жерменським договором 1919 року, що підвів підсумки Першої світової війни, Австрійську Сілезію поділили між новоутвореними державами: Чехословаччиною і Польщею. Поляки отримали лише частку Тешинської Сілезії, чехи — решту, що стала називатися Чеською Сілезією.

## Державний устрій

### Герцоги
- 1790—1792: Леопольд II (імператор Священної Римської імперії)

## Головні міста
Міста з населенням більш 5,000 осіб на 1880:
| Місто              | Німецька назва  | Населення |
| ------------------ | --------------- | --------- |
| Опава              | Troppau         | 20,563    |
| Білско             | Bielitz         | 13,060    |
| Цешин/Чеські-Тешин | Teschen         | 13,004    |
| Крнов              | Jägerndorf      | 11,792    |
| Брунтал            | Freudenthal     | 7,595     |
| Фридек-Містек      | Friedeck-Mistek | 5,912     |

## Населення
| Етнос                  | 1851              | 1880              | 1890              | 1900              | 1910              |
| ---------------------- | ----------------- | ----------------- | ----------------- | ----------------- | ----------------- |
| Чехи, Моравці, Словаки | 88.068 (20,08 %)  | 126.385 (22,35 %) | 129.814 (21,43 %) | 146.265 (21,49 %) | 180.348 (23,83 %) |
| Поляки                 | 138.243 (31,52 %) | 154.887 (27,39 %) | 178.114 (29,41 %) | 220.472 (32,40 %) | 235.224 (31,08 %) |
| Німці                  | 209.512 (47,77 %) | 269.338 (47,63 %) | 281.555 (46,49 %) | 296.571 (43,59 %) | 325.523 (43,00 %) |
| Загалом                | 438.569           | 565.475           | 605.649           | 680.422           | 756.949           |